# Carmen, honrada
Carmen, honrada es el segundo  capítulo de la segunda temporada de la serie de televisión argentina Mujeres asesinas. Este episodio se estrenó el día 22 de agosto de 2006.
Este episodio fue protagonizado por Andrea Pietra, en el papel de asesina. Coprotagonizado por Mirta Busnelli, Emilio Bardi y Daniela Brignola. Y la participación de Felipe Colombo. 

## Desarrollo

### Trama
Carmen (Andrea Pietra) es una humilde mujer que trabaja para Susana (Mirta Busnelli), su patrona. Carmen resiste todo tipo de trabajo porque su marido "Negro" (Emilio Bardi) no trabaja y además es alcohólico. Susana es una vieja verde y rica, se cree más que Carmen y la humilla todo el tiempo. Carmen tiene una hija, Luz (Daniela Brignola), y la lleva a su hija a la casa de Susana, para que le de una mano, ésta se enamora de Leo (Felipe Colombo), el hijo de la patrona. Un día Susana necesita a un plomero y Carmen lleva a su marido para que haga el trabajo, pero este se enfurece por el mal humor de Susana y la insulta y no le hace el trabajo. Esto complica a Carmen. Poco después Susana descubre al hijo con la hija de Carmen en la cama, e insulta a Luz y a Carmen, les dice que todas las sirvientas son iguales, y las echa. Luego Carmen va a buscar su último sueldo pero Susana le dice que es una descarada y que los va a denunciar a ella, a su hija, y a su marido por robo. Carmen harta de tantas humillaciones, toma un cuchillo de asado y apuñala a Susana en la espalda.

### Condena
Carmen L. se entregó a la policía poco después del crimen. Fue declarada culpable de homicidio simple. Fue condenada a 11 años de prisión. En la cárcel dicta cursos de pastelería y costura. Salió en el año 2009.

## Elenco
- Andrea Pietra como Carmen
- Mirta Busnelli como Susana
- Felipe Colombo como Leo
- Emilio Bardi como el Negro
- Daniela Brignola como Luz

## Adaptaciones
- Mujeres asesinas (México): Carmen, honrada - Carmen Salinas
- Mujeres asesinas (Colombia): Carmen, la honrada - Coraima Torres